# Монархофашизъм
Монархофашизъм е термин, с който в част от историографията и в пропагандната литература от времето на социализма в България се обозначава периода на държавното управление в България от 1935 до държавния преврат на 9 септември 1944 г.
Според част от господстващите преди 1989 година представи при монархофашизма фигурата на монарха замества тази на водача – дучето в Италия или фюрера в Германия. Въпреки че след 1934 година партиите са забранени и липсва управляваща партия, защитниците на тезата за монархофашизма, правят паралели между някои младежки и други обществено-политически организации в България и подобни в Германия. Без да се отчитат разликите между авторитарно и тоталитарно управление[ неясно? ] се търсят и други аргументи, които показват близост между обществено-политическото устройство или политиката на България и тези на Германия или Италия - външнополитическа ориентация, авторитарни или антисемитски закони. Подобен нормативен акт е Законът за защита на нацията.